# Poczesna (gmina)
Poczesna est une gmina rurale du powiat de Częstochowa, Silésie, dans le sud de la Pologne. Son siège est le village de Poczesna, qui se situe environ 10 km au sud de Częstochowa et 53 km au nord de la capitale régionale Katowice.
La gmina couvre une superficie de 60,13 km2 pour une population de 12 490 habitants.

## Géographie
La gmina inclut les villages de Bargły, Brzeziny Nowe, Brzeziny-Kolonia, Dębowiec, Huta Stara A, Huta Stara B, Kolonia Borek, Kolonia Poczesna, Korwinów, Mazury, Michałów, Młynek, Nierada, Nowa Wieś, Poczesna, Słowik, Sobuczyna, Wrzosowa et Zawodzie.
La gmina borde la ville de Częstochowa et les gminy de Kamienica Polska, Konopiska, Olsztyn et Starcza.